# Todridge
Todridge var en civil parish 1866–1955 när det uppgick i Wallington Demesne, i grevskapet Northumberland i England. Civil parish var belägen 14 km från Morpeth och hade 10 invånare år 1951.